# Fatos Kongoli
Fatos Baki Kongoli (ur. 12 stycznia 1944 w Elbasanie) – albański pisarz.

## Życiorys
Był synem znanego kompozytora i skrzypka Baki Kongollego (1913-1980). Studiował matematykę w Tiranie i w Pekinie, a następnie pracował jako redaktor i dziennikarz w wydawnictwie Naim Frashëri. W 1990 należał do grona założycieli Demokratycznej Partii Albanii.
Sławę przyniosła mu wydana w 1992 roku powieść I humburi (Przegrany), która powstała w marcu 1991, kiedy tysiące Albańczyków próbowało drogą morską uciec z kraju do Włoch. Powieść będąc opowieścią o typowym człowieku bez właściwości, któremu nie udało się uciec z kraju stała się początkiem tetralogii Burgjet e kujteses (Więzienia pamięci). W 1999 ukazała się powieść Smok z kości słoniowej, oparta na osobistych przeżyciach autora, z okresu studiów w Pekinie.
Kongoli został trzykrotnie uhonorowany najważniejszą albańską nagrodą literacką - Srebrnym Piórem. Za całokształt twórczości w 2004 roku otrzymał Złote Pióro. Nagrodę Balkanika w 2003 roku otrzymał za powieść Endrra e Damokleut (Sen Damoklesa).
W roku 2007 ukazała się w wydawnictwie Czarne powieść Psia skóra (Lëkura e qenit, wyd. alb. 2003), w tłumaczeniu Doroty Horodyskiej, niezwykła opowieść o miernym pisarzu i scenarzyście, który powraca we wspomnieniach do swoich rozlicznych romansów w okresie rządów Envera Hodży. Historie miłosne stają się pretekstem do ukazania obrazów z życia codziennego Tirany w okresie komunizmu i w pierwszych latach transformacji. W związku z promocją książki Kongoli w czerwcu 2007 r. odwiedził Polskę, spotykając się z czytelnikami w Warszawie, Lublinie i Toruniu.
W najnowszej powieści Bolero w domu dwojga starych ludzi (alb. Bolero në vilën e pleqve), wydanej w 2008 Kongoli przenosi czytelnika w świat ludzi starych, mieszkających samotnie w wielkiej willi wraz z młodą opiekunką. Po raz pierwszy w twórczości Kongolego pojawia się w powieści wątek polski - jeden z bohaterów zachwyca się urodą Słowianek, a w szczególności Polek.
31 stycznia 2010 został udekorowany francuską Legią Honorową. W kwietniu 2017 otrzymał tytuł doktora honoris causa Uniwersytetu Ismaila Qemala we Wlorze.

## Twórczość

### Powieści
- 1982: Të fejuarit
- 1985: Ne të tre
- 1990: Karuseli (Karuzela)
- 1992: I humburi, (Przegrany)
- 1994: Kufoma, (Trup)
- 1999: Dragoi i fildishte, (Smok z kości słoniowej)
- 2001: Endrra e Damokleut, (Sen Damoklesa)
- 2001: Një ëndërr evropiane mes Al Paçinos dhe Kavabatës
- 2003: Lekura e qenit (Psia skóra)
- 2005: Te porta e Shën Pjetrit (U bram Świętego Piotra)
- 2007: Liria ne kuti shkrepesesh, (Wolność w pudełku zapałek)
- 2008: Bolero në vilën e pleqve (Bolero w domu dwojga starych ludzi)
- 2010: Iluzione në sirtar: pothuajse roman, për vetveten
- 2011: Si-do-re-la
- 2013: Njeriu me fat (Szczęściarz)
- 2015: Gjemia e mbytur
- 2019: Gënjeshtarë të vegjël (Mali kłamcy)
- 2020: Stinë pandemie (Czas pandemii)
- 2022: Misteri i mjellmës

### Opowiadania
- 1972: Shqetësime të ngjashme
- 1978: Tregime (Opowiadania)
- 2001: Në pritje të Nostradamusit (Na spotkaniu z Nostradamusem, opowiadania)

## Tłumaczenia polskie
- Przegrany (fragment powieści pod tym samym tytułem), Czas Kultury 2011/3, 72-78.
- Fatos Kongoli: Psia skóra. Wołowiec: Czarne, 2007. ISBN 978-83-89755-66-7. Brak numerów stron w książce